# アジア・アフリカ語学院
アジア・アフリカ語学院（あじあ・あふりかごがくいん）は、日本の主にアジア、アフリカ言語の専門学校。1961年創立。アジア・アフリカ文化財団の事業として付設されている。中国語や韓国(朝鮮)語、タイ語などアジアの主要言語の他、ヒンディー語やモンゴル語、アフリカのスワヒリ語なども学べる。2011年に創立50周年を迎えた。

## 設置学科
- 専門課程
  - 日本語教育学科（2年制）
  - 韓国語学科（1年制）
  - インド語学科（1年制）
  - 日本語学科（留学生向け）

※その他生涯教育、法人向け語学研修

## 所在地
- 東京都三鷹市新川5-14-16
  - 建物2階には同財団が運営するアジア・アフリカ図書館[2]が併設されている[3]。
  - 建物1階にはパートナーシップ協定を結んだ「三鷹市立図書館南部図書館みんなみ」が併設され、郭沫若文庫の一部資料が展示コーナーで公開されている[4]。

## 著名な教員
- 関根謙司
- 西江雅之
- 長弘毅

## 出身者
- 菊池弥生